# Спинрад, Норман
Норман Ричард Спинрад (англ. Norman Spinrad; род. 15 сентября 1940 года) — американский писатель-фантаст, сценарист, профсоюзный деятель, журналист. Лауреат премии «Юпитер», обладатель французского приза «Аполло».

## Биография
Родился в Нью-Йорке.
Учился в Высшей школе естественных наук Бронкса (англ., Нью-Йорк), в 1961 году получил диплом бакалавра в Городском колледже Нью-Йорка.
Работал литературным агентом.
С 1963 года сам стал писать фантастику (первая публикация — рассказ «Последний цыган» в журнале «Analog», май 1963 года). В своем творчестве постоянно обращается к темам секса, власти и денег; вводит в текст элементы социальной сатиры (романы «Соляриане», «Агент хаоса», «Люди в джунглях», «Железная мечта», «Звездные песни», «Маленькие герои», «Русская весна», сборники рассказов «Последнее „Ура“ Золотой орды», «Звёздно-полосатое будущее»).
В 1966 году из Нью-Йорка переехал в Сан-Франциско, затем в Лос-Анджелес.
Сейчас проживает в Париже. Дважды бывал в Москве: в 1989 году и в 1992 году.
С 1972 по 1974 год был вице-президентом, а с 1980 по 1982 год — президентом Ассоциации американских писателей-фантастов.
С 1990 по 2005 год был женат на писательнице Ли Вуд, развёлся.

### Романы
- Соляриане (The Solarians) (1966)
- Агент Хаоса (Agent of Chaos) (1967)
- Люди в джунглях (The Men in the Jungle) (1967)
- Жук Джек Бэррон (Bug Jack Barron) (1969)
- Стальная мечта (The Iron Dream) (1972) — Премия «Аполло» 1974 года
- Проходя сквозь пламя (Passing through the Flame) (1975)
- Верхом на фонаре (Riding the Torch) (1978)
- Промежуточный мир (A World Between) (1979)
- Песня со звёзд (Songs from the Stars) (1980)
- Игра разума (The Mind Game) (1980)
- Рассказ капитана Пустоты (The Void Captain’s Tale) (1983)
- Дитя фортуны (Child of Fortune) (1985)
- Маленькие герои (Little Heroes) (1987)
- Дети Гамелина (Children of Hamelin) (1991)
- Русская весна (Russian Spring) (1991)
- Deus Ex (Deus X) (1993)
- Фотографии в 11 (Pictures at 11) (1994)
- Дневники моровых лет (Journals of the Plague Years) (1995)
- Лето Гринхауса (Greenhouse Summer) (1999)
- Он ходил среди нас (He walked among us) (2003)
- Король-друид (The Druid King) (2003)
- Мексика (Mexica) (2005)

### Сборники
- Последнее «Ура» Золотой Орды (The Last Hurrah of the Golden Horde) (1970)
- Дороги домой нет (No Direction Home) (май 1975)
- Звёздно-полосатое будущее (The Star-Spangled Future) (1979)
- Другие Америки (Other Americas) (1988)
- Вампир-наркоман (Vampire Junkies) (1994)

Короткий рассказ «Вниз по кроличьей норе» (Down the Rabbit Hole) (1966) был опубликован в антологии «The War Book» (под редакцией Джеймса Саллиса, 1969).

### Сценарии сериалов
- «Машина Судного дня» (Звёздный путь: Оригинальный сериал)
- «Tag Team» (Land of the Lost)

### Нон-фикшн
- Science Fiction in the Real World. Carbondale, IL: Southern Illinois University Press, 1990.